# Nazionale maschile di cricket di Bermuda
La nazionale di cricket di Bermuda è la selezione nazionale che rappresenta lo Stato di Bermuda nel gioco del cricket.

## Storia

### Le origini
La prima partita di cricket conosciuta alle Bermuda si svolse il 30 agosto 1844, quando una squadra della guarnigione locale fu sconfitta da una formazione dell’esercito. L'evento segnò l'inizio della storia del cricket nell'arcipelago. Nel 1845 fu fondato il Bermuda Cricket Club, che trovò sostegno sia nella comunità locale che tra i soldati britannici presenti sull'isola.
Nel 1891, durante una visita della squadra di Filadelfia alle Bermuda, venne costituita la prima selezione nazionale di cricket dell'arcipelago, dando avvio a una serie di incontri internazionali contro le formazioni statunitensi. Nel 1902 si svolse il primo incontro ufficiale tra il Somerset e il St. George's, un derby che da allora si ripete annualmente in occasione di una festività nazionale.
Nel 1905, l'Hamilton Cricket Club divenne il primo club delle Bermuda a intraprendere un tour, giocando a New York e a Filadelfia. Sei anni dopo, nel 1911, la nazionale delle Bermuda visitò gli Stati Uniti per la prima volta, ottenendo due vittorie contro la selezione di Filadelfia. In particolare, nella seconda partita, Gerald Conyers si distinse segnando una tripletta in entrambi gli innings, totalizzando 15 wicket durante l'incontro.
La prima partita internazionale ufficiale delle Bermuda si tenne nel 1912, quando la nazionale locale affrontò per la prima volta una squadra australiana. In quella partita, nonostante le Bermuda vennero eliminate rispettivamente per 112 e 102 punti nei loro inning, gli ospiti prevalsero con un margine di 57 run. Un anno dopo, l'Australia tornò per una seconda visita, vincendo con un'inning di vantaggio e sconfiggendo anche una selezione "di colore" delle Bermuda, concludendo il tour con una vittoria e un pareggio contro l'Hamilton Cricket Club.
Dopo gli anni '20, l'interesse per il cricket nelle Bermuda si concentrò maggiormente sulle Indie Occidentali. Tuttavia, le visite regolari della squadra di cricket delle Indie Occidentali alle Bermuda non si verificarono fino agli anni '50. Un evento significativo degli anni tra le due guerre fu il tour della squadra nazionale di Sir Julien Cahn nel 1933, che rimase una delle poche visite di rilievo durante quel periodo. Le cinque partite giocate in quell'occasione suscitarono ampio dibattito e continuarono a essere oggetto di conversazione per anni. Nel 1939, le Indie Occidentali effettuarono una visita alle Bermuda, segnando un altro capitolo importante nella storia del cricket delle isole.

### Il dopoguerra
Dopo la Seconda Guerra Mondiale, il cricket conobbe una nuova fase di popolarità alle Bermuda. Nel 1948, la Somers Isles Cricket League si fuse con il Bermuda Cricket Club, dando vita al Bermuda Cricket Board of Control, che divenne l'organo di governo ufficiale per il cricket nelle isole. Questa riorganizzazione portò a un aumento delle partite internazionali, che venivano spesso organizzate come match di preparazione durante i tour delle squadre delle Indie Occidentali.
Nel 1952, Trinidad sconfisse le Bermuda in una serie di due partite, vincendo con un punteggio di 1-0. Un anno dopo, nel 1953, il Marylebone Cricket Club (MCC), guidato dal celebre capitano Len Hutton, visitò le Bermuda e pareggiò entrambe le partite di tre giorni.
Nel 1958, le Bermuda si recarono in Giamaica per una serie di incontri, mentre il Pakistan visitò le Bermuda per la prima volta. Nel 1960, la nazionale delle Bermuda intraprese il suo primo tour in Inghilterra, segnando un'importante pietra miliare nella storia del cricket delle isole.
Le Bermuda sono anche note per essere il luogo in cui, nel 1964, Garry Sobers divenne il primo giocatore non nato nello Yorkshire a vestire la maglia dello Yorkshire County Cricket Club. Fino a quel momento, una regola tradizionale impediva a chiunque fosse nato fuori dalla contea di giocare per la squadra. Questa regola, che fu abolita negli anni '90, venne eccezionalmente violata per permettere a Sobers di giocare per la formazione capitanata da Brian Close durante un festival di cricket alle Bermuda. In quella partita, gli ospiti si imposero con un ampio margine, vincendo con 190 punti di scarto.
Un anno dopo, nel 1965, la Nuova Zelanda visitò le Bermuda per una serie di incontri, e la squadra locale pareggiò contro la nazionale neozelandese.
Dal 1966, le Bermuda sono diventate membri associati dell'International Cricket Conference (ICC, ora International Cricket Council). Tre anni dopo, nel 1969, la nazionale delle Bermuda conseguì una vittoria significativa contro i Paesi Bassi ad Haarlem, imponendosi per un inning. Nel 1970, il Glamorgan visitò le Bermuda prima dell'inizio della stagione nazionale, ma la squadra locale riuscì a sconfiggere gli ospiti in una partita di due giorni contro il St. George’s.
Nel 1971, Hamilton ospitò quella che è probabilmente stata l'unica partita internazionale tra una nazionale maschile e una femminile, quando le Bermuda accolsero la selezione femminile dell'Inghilterra, pareggiando l'incontro. Nell'aprile del 1972, una partita contro la Nuova Zelanda ottenne per la prima volta lo status di partita di prima classe, anche se si concluse con una sconfitta per la squadra locale. Questo rimase l'unico incontro delle Bermuda con lo status di prima classe per oltre 30 anni. Solo nel 2004, infatti, le Bermuda disputarono la loro seconda partita di prima classe, questa volta contro gli Stati Uniti, e anche questa partita si giocò in casa, allo Stadio Nazionale delle Bermuda.
Nel 1974, il Marylebone Cricket Club sconfisse le Bermuda per un inning. Lo stesso anno, l'Australia vinse tutte e cinque le partite disputate alle Bermuda, mentre l'unico incontro previsto contro la nazionale locale fu annullato a causa della pioggia.

### Il consolidamento nel panorama internazionale
La nazionale delle Bermuda non fu invitata a partecipare alla prima edizione della Coppa del Mondo di cricket nel 1975. Solo a partire 1979, la nazionale delle Bermuda ha preso parte a diversi tornei internazionali, tra cui l'ICC Trophy, un evento promosso da Alma Hunt, all'epoca rappresentante delle Bermuda presso l'ICC. Le Bermuda ottennero buoni risultati nei primi tornei: raggiunsero le semifinali dell'ICC Trophy nel 1979 e disputarono la finale dell'edizione del 1982, dove furono sconfitte dallo Zimbabwe. Nonostante questi successi, entrambi i risultati non furono sufficienti per qualificarsi per la Coppa del Mondo di cricket del 1979 e del 1983.
Nei tornei successivi, la nazionale delle Bermuda non riuscì a ripetere le buone prestazioni. Alma Hunt, considerato il miglior giocatore di cricket che le Bermuda abbiano mai prodotto, non riuscì a giocare per la sua nazione e, successivamente, fece parte della squadra di cricket della Scozia. Dal 1966, Hunt ricoprì il ruolo di presidente della Bermuda Cricket Association per un totale di 18 anni, contribuendo in modo significativo allo sviluppo del cricket nell'arcipelago.
Nel 1986, le Bermuda si classificarono al quarto posto nell'ICC Trophy, mancando così la qualificazione per la Coppa del Mondo di cricket del 1987. La loro prestazione più deludente avvenne nell'ICC Trophy del 1990, quando furono eliminate nel turno preliminare e non riuscirono a qualificarsi per la Coppa del Mondo del 1992. L'anno successivo, l'Australia sconfisse la nazionale delle Bermuda con un margine di 93 punti, mentre nel 1993 il Pakistan vinse entrambe le partite contro le Bermuda. Sempre nel 1993, il Derbyshire visitò le Bermuda prima dell'inizio della stagione, vincendo tutte le partite contro la nazionale delle Bermuda, la nazionale Under 25, il Somerset e il St. George’s.
Nel 1993, una selezione delle Indie Occidentali visitò le Bermuda e vinse contro le squadre del Board President's XI, del Board XI, della nazionale Under 25, del Somerset e due volte contro la nazionale maggiore. Le Bermuda si classificano al quarto posto nell'ICC Trophy del 1994, ma ancora una volta fallirono la qualificazione per la Coppa del Mondo di cricket del 1996. Due anni dopo, nel 1995, le Bermuda parteciparono per la prima volta alla One-Day Cup delle Indie Occidentali, ma persero tutte e sei le partite.
In preparazione al Campionato delle Americhe, le Bermuda parteciparono alla Coppa Caraibica-Atlantica a Barbados, un torneo che vide la partecipazione del paese ospitante, delle Bermuda, del Canada e degli Stati Uniti. Le Bermuda si piazzarono al secondo posto, dietro la nazione ospitante. Successivamente, ospitarono la Nuova Zelanda, ma furono sconfitte per quattro wicket. Nell'ICC Trophy del 1997, le Bermuda non riuscirono a qualificarsi per la Coppa del Mondo del 1999. Poco dopo, ospitarono l'India, che sconfisse la squadra locale e una selezione delle Bermuda.
Nel 1998, le Bermuda persero tutte e tre le partite al Red Stripe Bowl e subivano un'altra sconfitta anche nel 1999. Tuttavia, la nazionale ottenne due vittorie contro i padroni di casa del Canada, ma perse contro la selezione Under-23. Durante il Campionato delle Americhe del 2000, allora chiamato Americas Cricket Cup, le Bermuda arrivarono seconde, dietro al Canada. Al Red Stripe Bowl, la nazionale ottenne la sua prima vittoria nel torneo contro le Isole Cayman, ma non riuscì a superare il primo turno.
Nel 2001, le Bermuda si classificarono al nono posto nell'ICC Trophy, perdendo nuovamente l'opportunità di qualificarsi per la Coppa del Mondo di cricket 2003. L'anno successivo, nel 2002, ottennero il quarto posto nel Campionato delle Americhe. Nel 2003, l'associazione di cricket delle Bermuda fu rinominata Bermuda Cricket Council (BCB), segnando un nuovo capitolo nella storia del cricket dell'arcipelago.

### Verso la prima partecipazione al Campionato Mondiale
Nel 2004, le Bermuda parteciparono per la prima volta alla Coppa Intercontinentale, entrando in un girone con Canada e Stati Uniti. La squadra, però, venne eliminata nella fase a gironi, dopo una sconfitta contro gli Stati Uniti e un pareggio con il Canada. Nel medesimo anno, le Bermuda ospitarono il Campionato delle Americhe, terminando al terzo posto dietro Canada e Stati Uniti.
Nel 2005, nella seconda edizione della Coppa Intercontinentale, le Bermuda si qualificarono per la fase finale vincendo il girone americano, grazie alle vittorie contro il Canada e le Isole Cayman. Tuttavia, in semifinale, si trovarono di fronte al Kenya, con cui terminarono in parità. I kenyani, pur avendo segnato un punto bonus nel primo inning, riuscirono a evitare l'eliminazione nel secondo inning, qualificandosi così per la finale. Mentre si disputava la finale della Coppa Intercontinentale, le Bermuda ospitarono la Namibia per una serie di due partite One Day International (ODI), entrambe perse. La serie fu segnata da alcune controversie: i giocatori delle Bermuda accusarono i namibiani di insulti razzisti e abbandonarono il campo durante il secondo incontro, dopo che alcuni dei battitori delle Bermuda erano stati colpiti da lanci al corpo. Il Namibia Cricket Board respinse le accuse di razzismo.

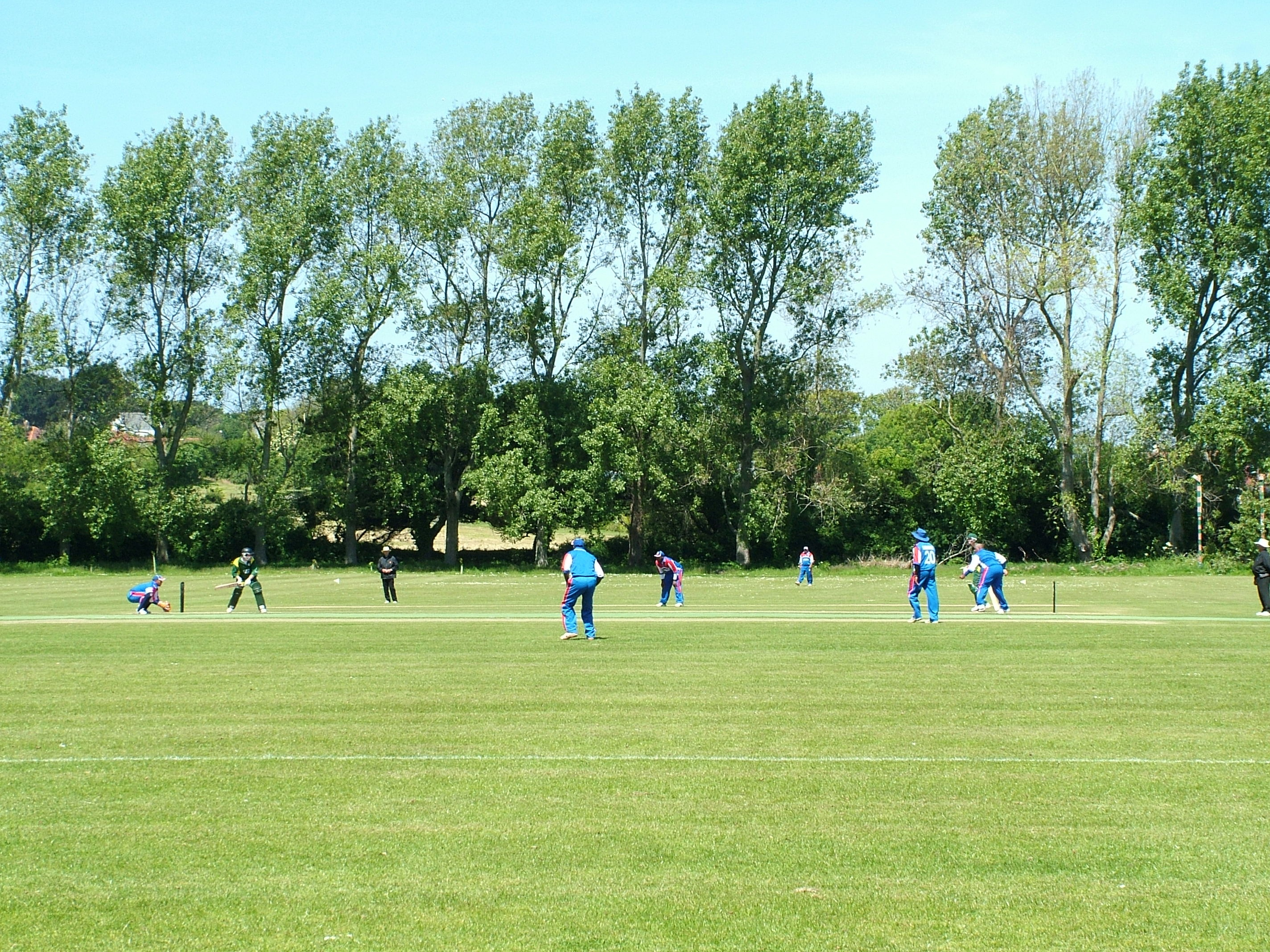
Partita di cricket tra Bermuda e Guernsey al College Field, Saint Peter Port, Guernsey (2006)

Uno degli eventi più significativi nella storia del cricket delle Bermuda si verificò il 7 luglio 2005, quando la squadra raggiunse le semifinali dell'ICC Trophy, qualificandosi così per la Coppa del Mondo di Cricket 2007 nelle Indie Occidentali. Questo traguardo le conferì lo status di squadra ODI dal 1° gennaio 2006 fino alle qualificazioni per la Coppa del Mondo di cricket 2009, rendendo le Bermuda il paese più piccolo sia in termini di superficie che di popolazione ad aver raggiunto tale obiettivo. Tuttavia, le Bermuda restarono anche l'unico paese con questo status a non disporre di uno stadio adeguato per ospitare partite ODI in casa, poiché l'ICC dichiarò lo Stadio Nazionale delle Bermuda non idoneo.
Le prime partite internazionali delle Bermuda nel 2006 si rivelarono deludenti, con la squadra che subì sconfitte in tutte le partite del suo tour di cinque incontri contro gli Emirati Arabi Uniti. Nel mese di aprile dello stesso anno, le Bermuda ospitarono il torneo World Cricket Classic T20I.
Il maggio del 2006 segnò un momento storico per il cricket delle Bermuda, con la squadra che disputò la sua prima partita One Day International (ODI). In tale occasione, le Bermuda riuscirono a battere il Canada per tre wicket al Queen's Park Oval di Port of Spain, a Trinidad e Tobago, durante un torneo Tri-Nations. Con questa vittoria, le Bermuda divennero la quarta squadra, dopo Australia, Nuova Zelanda e Zimbabwe, a vincere il proprio incontro di debutto in una ODI. La successiva partita contro lo Zimbabwe si concluse con una sconfitta per 194 run, dopo che le Bermuda subirono 338 run per sette wicket. La squadra perse anche la finale del torneo contro lo Zimbabwe, questa volta con un margine di 83 run.
Nel luglio del 2006, le Bermuda furono eliminate dal torneo a eliminazione diretta Stanford 20/20, dopo aver perso contro la Giamaica. Nonostante l'eliminazione, la squadra ricevette un premio di 100.000 dollari per la sua partecipazione. Il mese successivo, i giocatori delle Bermuda si recarono in Canada per una partita di quattro giorni nell'ambito della Coppa Intercontinentale 2006, insieme a due partite ODI. Sebbene perdettero la partita di quattro giorni, decisa all'ultimo minuto con una sconfitta per nove wicket, le Bermuda conquistarono vittorie nelle due ODI contro Kenya e Paesi Bassi. Durante il loro soggiorno in Canada, ad agosto, le Bermuda presero parte alla Divisione Uno dell'ICC Americas Championship, vincendo il torneo per la prima volta e rimanendo imbattute in tutte le partite. A novembre dello stesso anno, la squadra si recò in Kenya per una partita della Coppa Intercontinentale e tre ODI. La partita di Coppa Intercontinentale, condizionata dalla pioggia, terminò in parità, ma le Bermuda furono eliminate dal torneo, perdendo anche i tre incontri ODI. Successivamente, le Bermuda visitarono il Sudafrica per una partita di Coppa Intercontinentale contro i Paesi Bassi. In questa occasione, la squadra ottenne un pareggio, con il momento più memorabile rappresentato dal nuovo record di inning di David Hemp, battitore del Glamorgan, che realizzò 247 punti senza perdere il suo wicket, segnando il risultato individuale più alto nella storia del torneo. A seguire, le Bermuda parteciparono a una serie triangolare con Canada e Paesi Bassi. Nonostante le prime tre sconfitte, la squadra riuscì a battere i Paesi Bassi nell'ultima partita, seppur con un punteggio relativamente basso.
Alla fine di gennaio 2007, le Bermuda parteciparono alla Divisione Uno della World Cricket League 2007-2009, con un tour in Kenya. La squadra non ebbe un buon rendimento, perdendo quattro delle cinque partite disputate. Le sconfitte arrivarono contro il Kenya, vincitore finale, per dieci wicket; contro l'Irlanda, per quattro wicket; contro il Canada, con una sconfitta di 56 run dopo essere state eliminate in 16 over; e contro i Paesi Bassi, con una sconfitta per otto wicket. L'unica vittoria delle Bermuda fu contro la Scozia, con un successo per cinque wicket. Questo posizionò le Bermuda all'ultimo posto nel girone, dietro l'Irlanda, a causa di un net run rate più basso (Bermuda con −1.310 e Irlanda con −0.061). Di conseguenza, la squadra non riuscì a qualificarsi per la prima edizione del World Twenty20, che si svolse nel 2007. Poche settimane dopo Bermuda parteciparono all'Associates Triangular Series, che si tenne all'Antigua Recreation Ground di St. John's, Antigua e Barbuda, contro Bangladesh e Canada, perdendo tutte le partite.

### Il debutto ai mondiali
In preparazione alla Coppa del Mondo di cricket 2007, le Bermuda disputarono due partite di preparazione a St. Vincent, contro l'Inghilterra il 5 marzo 2007 e contro lo Zimbabwe tre giorni dopo. Nel match contro l'Inghilterra, gli inglesi totalizzarono 286/8 in 50 over, con Jamie Dalrymple che segnò 76 punti e Ian Bell e Kevin Pietersen che aggiunsero rispettivamente 46 e 43 punti. Le Bermuda, al contrario, affrontarono grosse difficoltà durante il loro turno di battuta. L'inning delle Bermuda si concluse prematuramente dopo solo 22,2 over, con la squadra che venne eliminata per soli 45 punti Contro lo Zimbabwe, le Bermuda iniziarono a battere, ma persero rapidamente i loro wicket. Janeiro Tucker fu l'unico a distinguersi con un punteggio di 56, ma le Bermuda finirono per essere eliminate per 136 punti all'ultima palla, con solo quattro giocatori a raggiungere le doppie cifre. Nonostante un inizio difficile per lo Zimbabwe, che perse due wicket nei primi tre over, Sean Williams brillò con 72 punti senza perdere il wicket, guidando la sua squadra verso il traguardo di 137 punti in 29 over, con solo quattro wicket persi.
Dopo oltre un anno di deludenti sconfitte, la prima partecipazione delle Bermuda alla Coppa del Mondo di cricket del 2007 vide la squadra affrontare una serie di difficoltà, subendo tre pesanti sconfitte nella fase a gironi contro le nazioni di cricket di alto livello, come Sri Lanka, India e Bangladesh.
Dopo la Coppa del Mondo, le Bermuda intrapresero un tour in Danimarca, dove persero entrambe le partite contro la nazionale locale. Nell'agosto del 2007, la squadra affrontò pesanti sconfitte contro l'Irlanda e i Paesi Bassi durante la Coppa Intercontinentale 2007-2008. Le Bermuda furono sconfitte anche in entrambe le partite della serie ODI contro i Paesi Bassi.
Tra ottobre e novembre, la squadra continuò a disputare le partite rimanenti della Coppa Intercontinentale, affrontando il Kenya e gli Emirati Arabi Uniti. Anche in queste occasioni, le Bermuda furono battute, perdendo entrambe le serie ODI contro le due squadre. Concludendo il torneo all'ultimo posto, le Bermuda non riuscirono a ottenere risultati significativi. Durante il tour in Kenya, le Bermuda affrontarono anche l'Uganda e riuscirono a pareggiare la serie di due partite, mostrando qualche segno di miglioramento.

### Il declino degli anni 2000
Nel 2008, le Bermuda iniziarono con una sconfitta nella seconda partita di Stanford 20/20, perdendo contro la Guyana per nove wicket nel primo round. Successivamente, la squadra ottenne una vittoria significativa nella serie ODI contro il Canada, vincendo 2-1, e conquistò anche una vittoria nella Coppa Intercontinentale. Le Bermuda ospitarono poi la Scozia per la loro prima partita casalinga nel torneo dal 2004, ma furono sconfitte.
Le Bermuda non riuscirono a qualificarsi per il World Twenty20 del 2009, arrivando ultime nelle qualificazioni per il torneo del 2008. Successivamente, la squadra giocò una serie ODI di due partite nei Paesi Bassi, ma perse 0-1. In seguito, parteciparono alla Associates Tri-Series in Canada, dove persero entrambe le partite contro i padroni di casa e le Indie Occidentali a King City.
Nonostante le difficoltà, le Bermuda conclusero il Campionato Americano in Florida al secondo posto, dietro gli Stati Uniti d'America.
Le Bermuda parteciparono alle qualificazioni per la Coppa del Mondo di cricket 2009, ma si classificarono al nono posto, subendo una retrocessione alla Divisione Due della World Cricket League nel 2011. Questa retrocessione comportò anche la perdita del loro status di ODI. Di conseguenza, la squadra non riuscì a qualificarsi per la Coppa del Mondo di Cricket 2011.

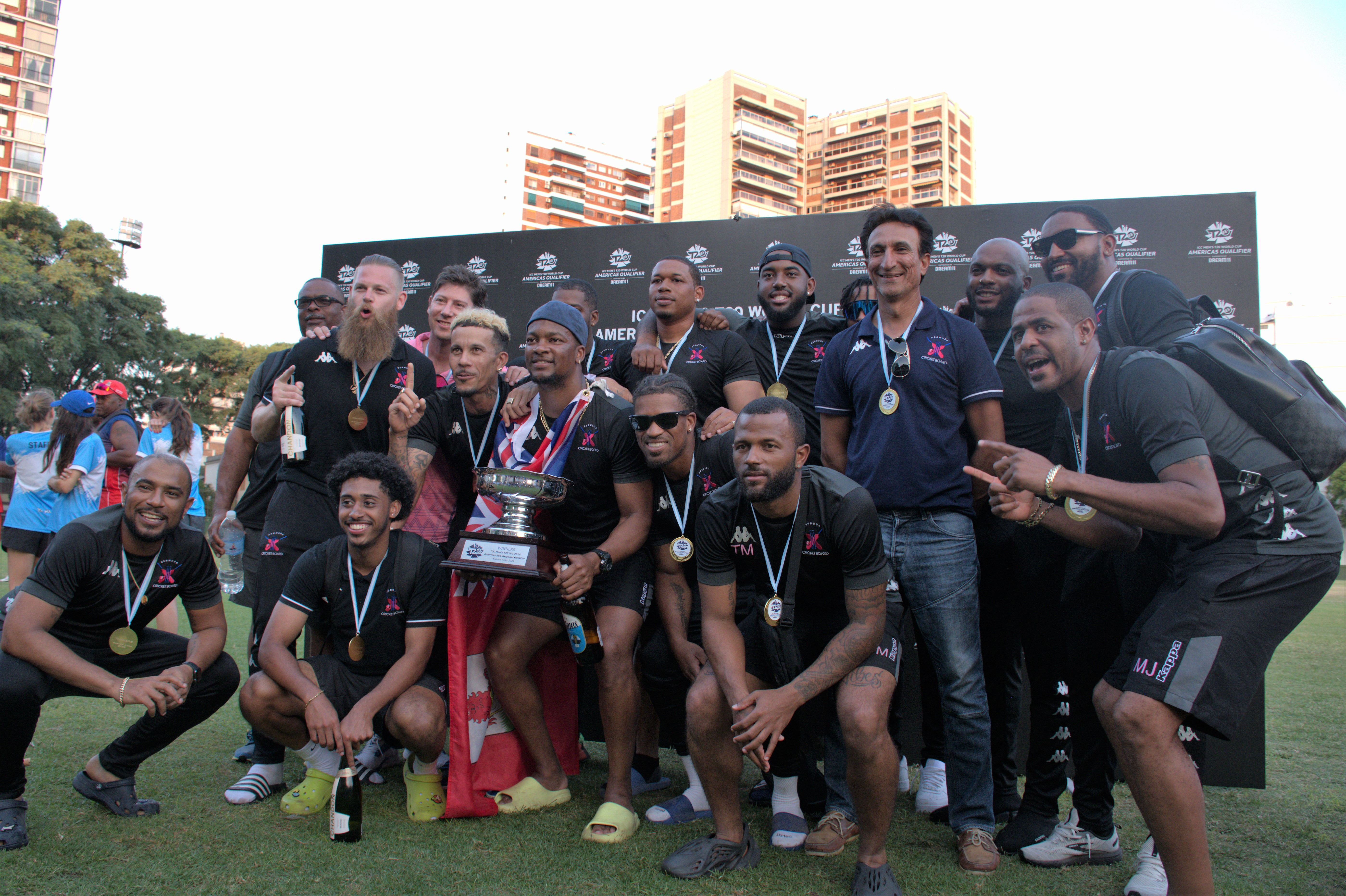
La squadra delle Bermuda dopo aver vinto la qualificazione subregionale americana alla Coppa del Mondo T20 2024

Nel 2009-2010, le Bermuda presero parte all'Intercontinental Shield, ma arrivarono ultime nel loro girone, subendo sconfitte contro Uganda, Namibia ed Emirati Arabi Uniti. Le difficoltà continuarono e le Bermuda non presero parte alle Coppe Intercontinentali nei periodi 2009-2010, 2011-2013 e 2015-2017. Inoltre, la squadra non partecipò alle qualificazioni per il World Twenty20 2010 e riuscì a ottenere solo il 13º posto nelle qualificazioni per il World Twenty20 2012, mancando così la qualificazione al torneo.
Nella Divisione Due della World Cricket League, le Bermuda arrivarono ultime e furono retrocesse in Divisione Tre nel 2013. Nell'aprile dello stesso anno, ospitarono la Divisione Tre e, nonostante non avessero ottenuto grandi risultati, conclusero il torneo al quarto posto, evitando così la retrocessione.
Durante le qualificazioni alla Coppa del Mondo T20 maschile di cricket 2014, le Bermuda si classificarono al 14° posto, con vittorie significative contro la Danimarca e una sorprendente vittoria contro la Scozia, grazie a un eccellente bowling di Jacobi Robinson.
Durante la Divisione Tre del 2014, la nazionale di cricket delle Bermuda ha ottenuto una sola vittoria, contro la Malesia, ma ha perso contro le altre squadre partecipanti. Di conseguenza, la squadra si è classificata all'ultimo posto e, nel 2016, è retrocessa nella Divisione Quattro. Nel giro di sei anni, le Bermuda sono passate dalle qualificazioni per la Coppa del Mondo di cricket alla Divisione Quattro. Questo ha comportato l'esclusione della squadra dai tornei di qualificazione per le Coppe del Mondo di cricket del 2015 e del 2019. Inoltre, le Bermuda sono state eliminate nelle qualificazioni regionali per il Coppa del Mondo T20 maschile di cricket 2015 e 2016, rispettivamente per mano di Canada e Stati Uniti. Nella Divisione Quattro del 2016, la squadra è riuscita ad evitare la retrocessione classificandosi al quarto posto. Nelle qualificazioni per la Coppa del Mondo T20 maschile di cricket 2019, le Bermuda sono state eliminate durante il turno preliminare e hanno quindi mancato la qualificazione per la Coppa del Mondo T20 maschile di cricket 2021.
Nel 2018, le Bermuda si sono classificate seste nella Divisione Quattro, venendo retrocesse nella Divisione Cinque, successivamente rinominata ICC Cricket World Cup Challenge League 2019-2022. Questo torneo faceva parte dei percorsi di qualificazione per la Coppa del Mondo di cricket del 2023. Nel 2021, le Bermuda non sono riuscite a qualificarsi per la Coppa del Mondo T20 del 2022, essendo eliminate da Stati Uniti e Canada.
Nel giugno 2022, la squadra ha perso tutte e cinque le partite della Cricket World Cup Challenge League, non riuscendo così a qualificarsi per il torneo principale. Nelle qualificazioni per la Coppa del Mondo T20 del 2024, le Bermuda, pur concludendo a pari punti con il Canada, sono state eliminate a causa di un tasso di run netto inferiore, perdendo l'accesso al torneo. Infine, al Cricket World Cup Challenge Play-off del 2024, le Bermuda non sono riuscite a qualificarsi per la Cricket World Cup Challenge League 2023-2026, perdendo così l'opportunità di accedere al torneo principale del 2027.
Nel 2025 la nazionale delle Bermuda ha preso parte alle finali regionali di qualificazione ai Coppa del Mondo T20 2026, giocate a King City. Il torneo è stato preceduto da una serie di amichevoli, dove ha vinto le partite contro Isole Cayman e Bermuda, perdendo solo contro la nazionale canadese. I nordamericani hanno poi concluso al secondo posto nel girone delle finali regionali, vincendo 3 partite su 6, perdendo entrambe le partite con i vincitori del Canada e una partita contro le Isole Cayman.

## Maglie e simboli
Nel cricket T20I, i giocatori delle Bermuda indossano maglie blu con dettagli rossi, maniche blu e un colletto bianco, accompagnati da pantaloni blu. I giocatori di movimento indossano un berretto da baseball blu o un cappello da sole blu, mentre i caschi dei battitori sono anch'essi blu. Durante i tornei ufficiali dell'ICC, il logo dello sponsor è posizionato sulla manica destra, mentre la parola "Bermuda" appare sulla parte anteriore della maglia.
Il logo del Bermuda Cricket Board raffigura un wicket, con mazze da cricket incrociate e una palla da cricket dietro, il tutto circondato dalla scritta "Bermuda Cricket Board".
Il soprannome della squadra nazionale di cricket delle Bermuda è "Gombey Warriors". Questo nome si ispira alla tradizionale e colorata danza mascherata delle Bermuda, il "Gombey", che rappresenta una parte importante della cultura locale e simboleggia il dinamismo e la vitalità della squadra.

## Albo d'oro

### Coppa del Mondo di cricket
| Anno   | Round           | Pos.            | GP              | W               | L               | T               | NR              |
| ------ | --------------- | --------------- | --------------- | --------------- | --------------- | --------------- | --------------- |
| 1975   | Non qualificato | Non qualificato | Non qualificato | Non qualificato | Non qualificato | Non qualificato | Non qualificato |
| 1979   | Non qualificato | Non qualificato | Non qualificato | Non qualificato | Non qualificato | Non qualificato | Non qualificato |
| 1983   | Non qualificato | Non qualificato | Non qualificato | Non qualificato | Non qualificato | Non qualificato | Non qualificato |
| 1987   | Non qualificato | Non qualificato | Non qualificato | Non qualificato | Non qualificato | Non qualificato | Non qualificato |
| 1992   | Non qualificato | Non qualificato | Non qualificato | Non qualificato | Non qualificato | Non qualificato | Non qualificato |
| 1996   | Non qualificato | Non qualificato | Non qualificato | Non qualificato | Non qualificato | Non qualificato | Non qualificato |
| 1999   | Non qualificato | Non qualificato | Non qualificato | Non qualificato | Non qualificato | Non qualificato | Non qualificato |
| 2003   | Non qualificato | Non qualificato | Non qualificato | Non qualificato | Non qualificato | Non qualificato | Non qualificato |
| 2007   | Gironi          | 16/16           | 3               | 0               | 3               | 0               | 0               |
| 2011   | Non qualificato | Non qualificato | Non qualificato | Non qualificato | Non qualificato | Non qualificato | Non qualificato |
| 2015   | Non qualificato | Non qualificato | Non qualificato | Non qualificato | Non qualificato | Non qualificato | Non qualificato |
| 2019   | Non qualificato | Non qualificato | Non qualificato | Non qualificato | Non qualificato | Non qualificato | Non qualificato |
| 2023   | Non qualificato | Non qualificato | Non qualificato | Non qualificato | Non qualificato | Non qualificato | Non qualificato |
| Totale | Totale          | Totale          | 3               | 0               | 0               | 3               | 0               |

### Coppa nordamericana T20
| Anno   | Round         | Pos.   | GP | W | L | T | NR |
| ------ | ------------- | ------ | -- | - | - | - | -- |
| 2025   | Semifinalista | 3/5    | 5  | 2 | 3 | 0 | 0  |
| Totale | Totale        | Totale | 5  | 2 | 3 | 0 | 0  |

## Statistiche
Partite internazionali – Bermuda
Aggiornato al 23 giugno 2025.
| Record                  |    |    |    |   |      |
| Format                  | M  | W  | L  | T | D/NR |
| ODI                     | 35 | 7  | 28 | 0 | 0    |
| Twenty20 Internationals | 53 | 33 | 19 | 0 | 1    |

### ODI
Aggiornato al 20 febbraio 2025 
| Nazionale             | P  | W | L  | T | NR |
| --------------------- | -- | - | -- | - | -- |
| vs Full Members       |    |   |    |   |    |
| Bangladesh            | 2  | 0 | 2  | 0 | 0  |
| India                 | 1  | 0 | 1  | 0 | 0  |
| Indie Occidentali     | 1  | 0 | 1  | 0 | 0  |
| Irlanda               | 1  | 0 | 1  | 0 | 0  |
| Sri Lanka             | 1  | 0 | 1  | 0 | 0  |
| Zimbabwe              | 2  | 0 | 2  | 0 | 0  |
| vs Associated Members |    |   |    |   |    |
| Canada                | 11 | 5 | 6  | 0 | 0  |
| Kenya                 | 8  | 0 | 8  | 0 | 0  |
| Paesi Bassi           | 7  | 1 | 6  | 0 | 0  |
| Scozia                | 1  | 1 | 0  | 0 | 0  |
| Totale                | 35 | 7 | 28 | 0 | 0  |

### T20I
Aggiornato al 23 giugno 2025 
| Nazionale             | P  | W  | L  | T | NR |
| --------------------- | -- | -- | -- | - | -- |
| vs Full Members       |    |    |    |   |    |
| Irlanda               | 1  | 0  | 1  | 0 | 0  |
| vs Associated Members |    |    |    |   |    |
| Argentina             | 5  | 5  | 0  | 0 | 0  |
| Bahamas               | 7  | 7  | 0  | 0 | 0  |
| Belize                | 2  | 2  | 0  | 0 | 0  |
| Brasile               | 1  | 1  | 0  | 0 | 0  |
| Canada                | 9  | 1  | 7  | 0 | 1  |
| Isole Cayman          | 9  | 8  | 1  | 0 | 0  |
| Kenya                 | 1  | 0  | 1  | 0 | 0  |
| Messico               | 1  | 1  | 0  | 0 | 0  |
| Namibia               | 1  | 0  | 1  | 0 | 0  |
| Paesi Bassi           | 1  | 0  | 1  | 0 | 0  |
| Panama                | 5  | 5  | 0  | 0 | 0  |
| Papua Nuova Guinea    | 1  | 0  | 1  | 0 | 0  |
| Scozia                | 2  | 0  | 2  | 0 | 0  |
| Singapore             | 1  | 0  | 1  | 0 | 0  |
| Stati Uniti           | 5  | 2  | 3  | 0 | 0  |
| Sri Lanka             | 1  | 1  | 0  | 0 | 0  |
| Totale                | 53 | 33 | 19 | 0 | 0  |